# ماریان بنش
ماریان بنش (سیریلیک صربی: Маријан Бенеш؛ ۱۱ ژوئن ۱۹۵۱ – ۴ سپتامبر ۲۰۱۸) بوکسور اهل یوگسلاوی بود.